# Commission de la concurrence
La Commission de la concurrence (abrégé en COMCO, en allemand : Wettbewerbskommission WEKO et en italien : Commissione della concorrenza COMCO), est l'autorité de la concurrence suisse.
Créée en 1995, la Commission est rattachée au Département fédéral de l'économie, de la formation et de la recherche (DEFR), mais exerce ses activités de manière indépendante. Elle est responsable de la mise en application du droit suisse de la concurrence (en particulier en matière de cartels). Elle se compose de douze membres (selon le principe du travail de milice) et emploie une septantaine de personnes en 2021.

## Composition et organisation

### Membres de la Commission
La membres de la COMCO sont nommés par le Conseil fédéral. Elle est composée de onze à quinze membres,. La loi sur les cartels dispose que la majorité des membres de la COMCO doivent être des experts indépendants. En revanche, certains peuvent être des représentants d'organisations faîtières.
En mai 2017, la Commission se compose de douze membres, ce qui est toujours le cas en 2021. Elle est présidée par Andreas Heinemann depuis janvier 2018. Les membres occupent une fonction de milice, autrement dit il ne s'agit pas d'un poste à plein temps, mais les membres exercent une autre activité en parallèle (par exemple professeur à l'université). Les membres de la Commissions doivent toutefois déclarer leurs intérêts,. Les faîtières représentées au sein de la Commission en 2021 sont l'Union syndicale suisse, l'Union suisse des arts et métiers, l'Union suisse des paysans et Economiesuisse.

### Indépendance
La Commission est rattachée administrativement au Département fédéral de l'économie, de la formation et de la recherche (DEFR),, mais exerce ses activités de manière indépendante, de sorte à ne pas être liée par des directives émises par l'administration fédérale. Selon Roger Zäch (de), ancien vice-président de la COMCO et professeur émérite de droit à l'Université de Zurich, cette indépendance est importante pour le rôle de la COMCO car l'État fait souvent l'objet d'une procédure devant la Commission (en tant que propriétaire, exploitant ou régulateur d'un marché, par exemple pour Swisscom, détenu en majorité par la Confédération). Toutefois, selon des experts de ce milieu cités par le Tages-Anzeiger en 2018, les pressions politiques peuvent être ressenties quand la COMCO s'attaque à de grands dossiers considérés comme sensibles.
En 2005, l'OCDE recommande à la Suisse de garantir une indépendance effective pour la COMCO ; elle critique en particulier la présence de représentants des principales faîtières en son sein. En octobre 2015 par la Commission de gestion du Conseil des États, considérant que les risques de conflits d'intérêts sont réels pour l'autorité de la concurrence suisse (contrairement à la FINMA par exemple),, alors qu'en 2013, le même Conseil des États décide de ne pas réformer fondamentalement l'organisation de la COMCO.

### Organisation interne
Le fonctionnement interne de la Commission est réglé par la loi sur les cartels et un règlement.

## Budget et personnel
En 2021, la COMCO dispose d'un budget qui s'élève à 14,8 millions CHF et emploie environ 70 personnes pour 59 équivalents plein temps.

### Bases légales
- Loi fédérale sur les cartels et autres restrictions à la concurrence (LCart) du 6 octobre 1995 (état le 1er décembre 2014), RS 251.
- Règlement interne de la Commission de la concurrence (RI-COMCO) du 15 juin 2015 (état le 1er novembre 2015), RS 251.1.